# ديفيد أ. براملت
ديفيد أ. براملت (بالإنجليزية: David A. Bramlett)‏ هو عسكري أمريكي، ولد في 29 يونيو 1941 في غاليسبورغ في الولايات المتحدة.